# Wärter
Wärter ist die veraltete Bezeichnung für Personen, die beruflich mit der Unterhaltung und Versorgung, der Wartung einer Betriebsstätte betraut sind. Heutzutage ist das Wort vor allem in Wortverbindungen vorhanden und wird für Leute verwendet, die auf etwas oder jemanden aufpassen, betreuen.
Beispiele:
- Gefängniswärter
- Krankenwärter[1]
- „Irrenwärter“[2] (heute Psychiatriepfleger, das heißt, in einer psychiatrischen Klinik tätiger Gesundheits- und Krankenpfleger, gegebenenfalls mit Weiterbildung zum Fachkrankenpfleger für Psychiatrie)
- Straßenwärter
- Brückenwärter
- Leuchtturmwärter
- Schleusenwärter
- Zoowärter

Darüber hinaus gibt es die – wohl aufgrund der zunehmenden Automatisierung – veraltende Bezeichnung „Bahnwärter“ als Fachbegriff im Eisenbahnwesen, etwa für Weichen- und Schrankenwärter.